# Боломожнов, Олег Фёдорович
Олег Фёдорович Боломожнов (род. 1968) — сотрудник советских и российских органов государственной безопасности, генерал-майор.

## Биография
Олег Фёдорович Боломожнов родился 12 декабря 1968 (в некоторых публикациях годом рождения указывается 1969-й) года в городе Оренбурге.
В 1991 году Боломожнов поступил на службу в органы Комитета государственной безопасности при Совете Министров СССР. После распада СССР продолжил службу в системе Министерства безопасности — Федеральной службы безопасности Российской Федерации. Служил на оперативных и руководящих должностях.
В 2014 году Боломожнов был назначен на должность начальника Управления Федеральной службы безопасности Российской Федерации по Республике Тыва.
В 2016—2019 годах возглавлял Управление Федеральной службы безопасности Российской Федерации по Магаданской области.
В августе 2019 года генерал-майор Олег Фёдорович Боломожнов был назначен начальником Управления Федеральной службы безопасности Российской Федерации по Саратовской области.
22 января 2023 года назначен начальником УФСБ РФ по Донецкой Народной Республике.
Награждён рядом государственных и ведомственных наград.